# Boekhouder

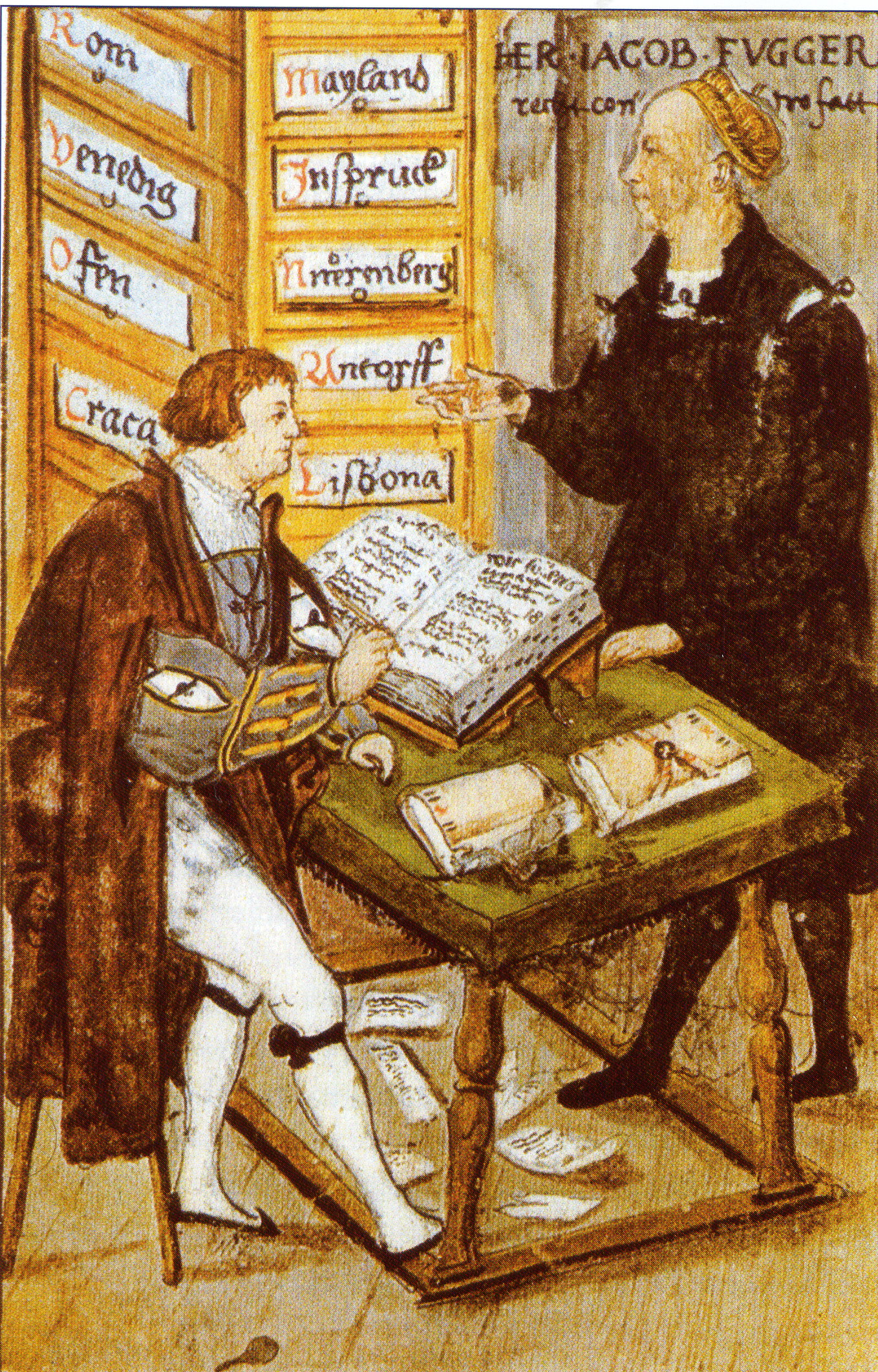
Het kantoor van Jakob Fugger de Rijke, een koopman, bankier en boekhouder.

Een boekhouder of boekhoudster verzorgt de boekhouding van een of meerdere ondernemingen of zelfstandigen.
Een boekhouder doet ander werk dan een accountant. Een boekhouder moet zich beperken tot samenstellende werkzaamheden terwijl de accountant een verklaring mag afgeven die iets zegt over de betrouwbaarheid van de gegevens. Bij controleplichtige bedrijven of instellingen is een accountantsverklaring bij wet verplicht, of wordt soms door belanghebbenden geëist. Een boekhouder mag deze verklaring niet afgeven. Het is dus zo dat een accountant wel alle werkzaamheden van een boekhouder mag doen, maar op dit punt dus niet andersom.
In veel bedrijven in het midden- en kleinbedrijf bestaat de administratie uit één enkel persoon. Al dan niet bijgestaan door een vol- of deeltijdse medewerker voor (delen van) het inboekwerk, is deze persoon volledig verantwoordelijk voor de gehele administratie. Bij grotere bedrijven werkt de boekhouder onder leiding van de financieel manager of controller. De allergrootsten hebben een interne accountantsdienst onder verantwoordelijkheid van een CFO.
De werkzaamheden omvatten veelal het boeken en verwerken van alle gegevens, debiteurenbeheer en crediteurenbetalingen, maar daarnaast ook rapportages en de meeste belastingaangiftes. Bedrijven of instellingen van enige omvang hebben hiervoor soms een fiscaal jurist in dienst of besteden het uit aan een belastingadviseur. Dat laatste gebeurt steeds vaker: mede dankzij de opkomst van automatisering in software verandert de rol van boekhouder steeds meer van iemand die enkel cijfers verwerkt. Hierdoor ontstaan ook steeds meer specialisaties waardoor er steeds minder allround boekhouders zijn.

## België
In België bestaan er twee opleidingen tot boekhouder uit een driejarige bacheloropleiding aan een hogeschool of een graduaatsopleiding HBO5 in een volwassenenonderwijs. Een accountant heeft doorgaans een hogere opleiding. Dikwijls is dat een bijkomend jaar ("bachelor na bachelor") na een basisopleiding boekhouding, bedrijfseconomie, bedrijfsbeheer of iets dergelijks; maar vaker nog een masteropleiding aan een universiteit. Controle van de jaarrekening gebeurt door de bedrijfsrevisor.
Wie in België het beroep van boekhouder, accountant of bedrijfsrevisor wil uitoefenen moet eerst erkend worden door de betrokken beroepsinstituten.  Voor boekhouders is dit het Beroepsinstituut van boekhouders en fiscalisten (BIBF), voor accountants is dit het Instituut voor Accountants en Belastingsconsulenten (IAB) en voor Bedrijfsrevisoren is er het Instituut voor Bedrijfsrevisoren (IBR). Deze drie entiteiten werden in 2019 samengevoegd tot het Institute for Tax Advisors and Accountants (ITAA). Een erkenning door deze instituten staat garant voor de juiste kwalificaties, continue opleiding en verzekering voor beroepsaansprakelijkheid van de dienstverlener.  Het uitoefenen van een van deze beroepen zonder hiervoor een erkenning te hebben kan strafrechtelijk worden vervolgd.
De kosten voor een boekhouder kunnen erg verschillen in België. Eenmanszaken in bijberoep zonder btw-verplichting kunnen al een boekhouder vinden vanaf € 300-€ 500 per jaar. Een eenmanszaak in hoofdberoep betaalt jaarlijks zo'n € 1500. Een besloten vennootschap (BV) zonder personeel mag verwachten zo'n € 2800 – € 3500 per jaar te betalen voor de boekhouding. De meeste ondernemers besteden hun boekhouding volledig uit. 

## Nederland
Een boekhouder heeft doorgaans een diploma op mbo-vierniveau (administrateur) of hbo-niveau (bachelor).
Andere typische diploma's voor boekhouders zijn de Associatie diploma's Praktijkdiploma Boekhouden en Moderne Bedrijfsadministratie. In principe kan iedereen zich echter boekhouder of administratiekantoor noemen, omdat er geen wettelijke regeling voor bestaat. Dit in tegenstelling tot accountants die een post hbo- of wo-opleiding moeten hebben gevolgd en zich via een openbaar register hebben te houden aan gedrags- en beroepsregels. Bovendien moeten zij zich voortdurend (verplicht) blijven bijscholen. Sommige boekhouders proberen zich te onderscheiden door aansluiting bij een beroepsinstelling.
Nederlandse bedrijven spenderen gemiddeld € 117,7 per maand aan een boekhouder. Daarnaast doet 41,1% van de eenmanszaken zelf de boekhouding.